# Städstabb

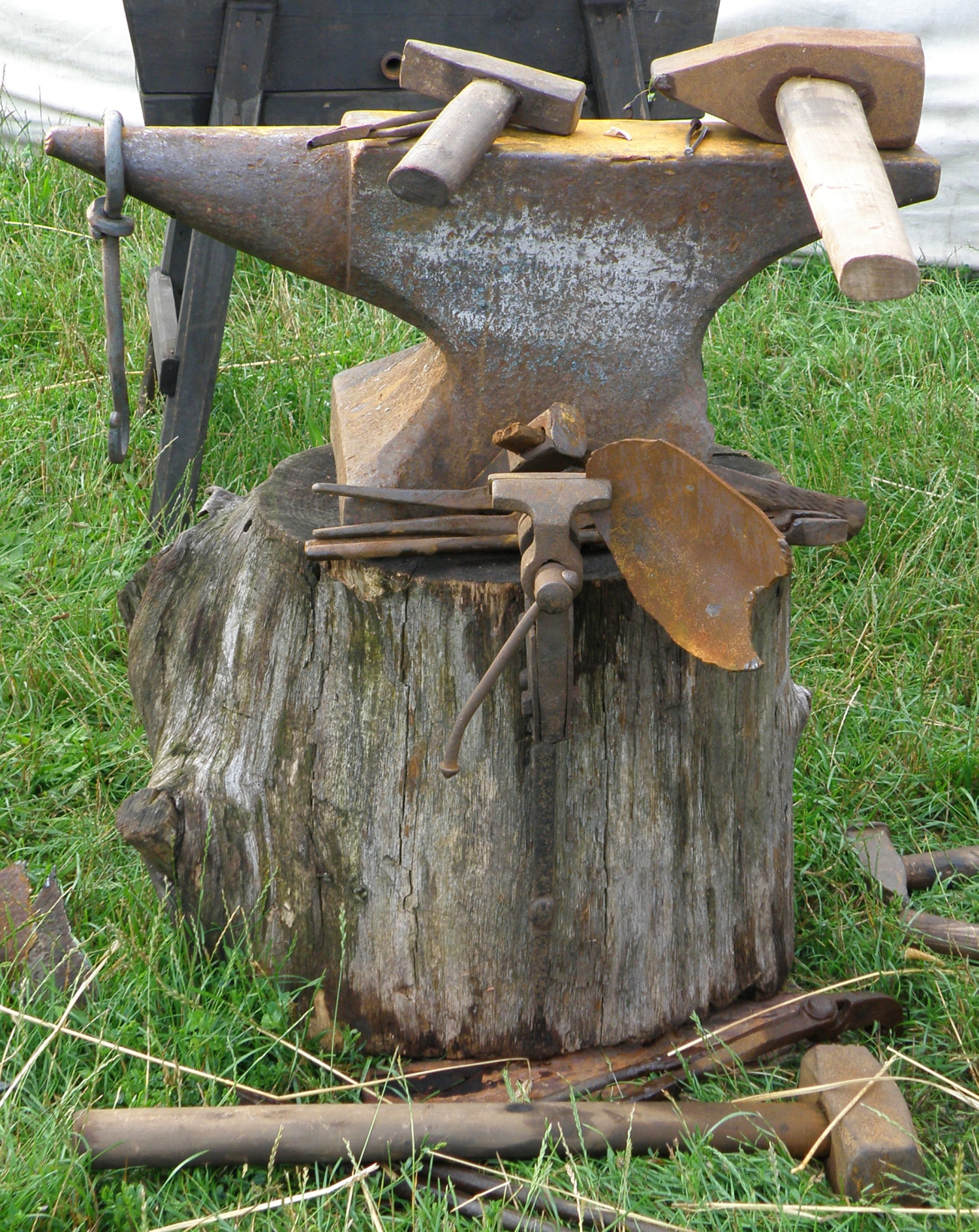
Städ på stabb.

Städstabben är en del av en trädstam som städet är fäst vid för att ta upp vibrationer från smidesarbetet som utövas på städet vid klensmide. Ibland är den nergrävd en bit i en sandbädd för att öka stabiliteten. Städstabben som används till räckhammare och hejare är ofta utformad som en stenkista och motsvarade 100 gånger hammarvikten i räckhammarens hammarhuvud eller hejarens sänke.